# Le Notaire du Havre
Le Notaire du Havre est le premier tome (sur dix romans) de la Chronique des Pasquier, écrit par Georges Duhamel et publié en 1933 au Mercure de France.
Le roman évoque la vie modeste, à Paris, des membres de la famille Pasquier, en l'occurrence les parents et leurs quatre jeunes enfants. Ils attendent pendant des mois des nouvelles de l'héritage que la mère de famille devrait percevoir, mais « le notaire du Havre », chargé de démêler les difficultés administrativo-judiciaires, ne donne aucune nouvelle. Pendant ce temps, la famille tente de faire face aux vicissitudes de la vie quotidienne. Le narrateur du récit est Laurent, l'un des enfants du couple.

## Principaux personnages
- Famille Pasquier
  - Eugène-Étienne-Raymond Pasquier, dit « Ram » : le père de famille, né en 1846.
  - Lucie-Éléonor Delahaie épouse Pasquier : la mère de famille, née en 1847.
  - Joseph : enfant du couple, né en 1875 à Nesles.
  - Ferdinand : enfant du couple, né en 1878 à Paris.
  - Laurent : enfant du couple, né en 1881 à Honfleur, narrateur de la série romanesque.
  - Cécile : enfant du couple, née en 1884 à Rouen.
  - Anna Troussereau : sœur de Raymond Pasquier et tante des enfants Pasquier.

- Famille Wasselin
  - Manuel Wasselin : père de famille, homme paresseux, violent, voleur.
  - Paula Wasselin : son épouse.
  - Lucien Wasselin : fils du couple et frère de Désiré.
  - Désiré Wasselin : fils du couple, meilleur ami de Laurent.
  - Solange : fille du couple et sœur de Désiré.

- Autres personnages
  - Monsieur Courtois « l'aîné » : voisin, quasiment sourd.
  - Madame Courtois : son épouse, voisine.
  - Monsieur Courtois « le cadet » : voisin, frère de Courtois « l'aîné ».
  - Mme Bailleul : voisine.
  - M. Joliclerc : instituteur de Laurent Pasquier.
  - M. Ruaux : propriétaire de l'immeuble.

- Personnages cités
  - Le notaire du Havre.
  - Michel et Marthe : les deux premiers enfants du couple Pasquier, morts en 1884 de la scarlatine.

## Résumé
Le récit est composé d'un prologue et de vingt chapitres.
Dans le prologue, le narrateur Laurent Pasquier, alors âgé de 50 ans, entreprend le 14 mars 1931 d'écrire la saga de sa famille. Il présente son père, sa mère, ses deux frères aînés et ses deux sœurs cadettes. La dernière sœur, Suzanne, non encore née lors du récit du roman, n'y apparaît donc pas. Il donne aussi des indications sur sa vie actuelle et passée. Il est devenu un éminent chercheur, professeur de biologie au Collège de France depuis 1928.
Puis il commence le récit de l'histoire familiale.
En 1889, Raymond (« Ram ») et Lucie forment une famille parisienne modeste avec quatre enfants. Raymond, employé chez « Cleiss », rêve d'élévation sociale et intellectuelle en entamant à 42 ans des études de médecine. Il vit dans le culte de Louis Pasteur et du progrès des sciences. La famille vit difficilement avec les petits revenus des travaux de couture de Lucie.
Une lettre d'un notaire du Havre annonce à Lucie un héritage provenant de sa tante Alphonsine Delahaie. Il y a néanmoins une difficulté juridique et pratique : on ignore si Aurélie et Mathilde, les deux sœurs de Lucie, qui bénéficient aussi de l’héritage à hauteur d'un tiers chacune, sont encore vivantes ou si elles sont mortes quelques années auparavant en Équateur. Le notaire du Havre indique entreprendre des recherches sur le sujet auprès de confrères à Lima et avec l’aide du consulat général de France.
Compte tenu de cet héritage inattendu, les époux Pasquier fondent d'énormes espoirs dans l'avenir. Raymond, sur le point d'abandonner ses études, décide de les poursuivre. La famille Pasquier déménage rue Vandamme près de la gare Montparnasse. Ils y ont notamment pour voisins Mlle Bailleul, la famille Wasselin et la famille Courtois.
Laurent entre à l'école de la rue Desprez pour la première fois à sept ans et devient ami avec son voisin Désiré Wasselin ; Joseph décide d'arrêter ses études pour entamer une carrière dans le commerce ; Ferdinand peine dans sa scolarité et rate le certificat d'études ; la petite Cécile découvre la musique avec l'arrivée dans la maison du piano de la tante Delahaie. Pour sa part Raymond réussit ses examens de fin d'année de ses études de médecine.
Cependant l'héritage reste bloqué et, en dépit des multiples courriers envoyés au notaire, les mois passent sans perspective de récupérer à court terme cet argent qui, jour après jour, fait cruellement défaut à la famille.
Raymond Pasquier décide d'emprunter la somme de dix mille francs (valeur 1889) à un couple voisin, les Courtois. Appâté par la promesse d'un rendement de 12 % l'an, il place les trois quarts de cette somme dans un emprunt émis par la société Incanda-Finska. Quelques mois après, le placement se révèle être un désastre : la société fait faillite, ses dirigeants sont incarcérés, des hommes politiques sont compromis, le pécule est dilapidé.
Lucie Pasquier travaille plus que jamais à de menus travaux de couture pour subvenir aux besoins de la famille. Une maladie l'oblige à être hospitalisée pendant une dizaine de jours, mettant les membres de la famille en émoi. Les époux Pasquier donnent en sous-location une chambre de leur logement, mais les difficultés qu'ils rencontrent avec les trois sous-locataires successifs leur font renoncer à toute idée de location. Laurent Pasquier réussit le certificat d'études.
Le récit se termine à l’été 1891. M. Wasselin est arrêté par la police pour abus de confiance et vol et placé en détention. La police perquisitionne l'appartement des Wasselin. Peu après, le propriétaire des appartements de l'immeuble, M. Ruaux, arrive pour donner un congé immédiat à Mme Wasselin. Raymond Pasquier se met dans une colère noire et chasse le propriétaire en le traitant de tous les noms, le poursuivant jusque dans la rue. Mais les démêlés judiciaires des Wasselin ont fait une victime collatérale : Désiré Wasselin, le grand ami de Laurent Pasquier, se suicide par pendaison, ne pouvant supporter le déshonneur familial.
Le jour même, une lettre émanant du notaire du Havre est reçue. L'affaire d'héritage est désormais réglée : l'une des sœurs de Lucie, Aurélie, est effectivement morte en couches en 1868, si bien que Lucie Pasquier pourra percevoir la part de cette sœur. En revanche l’autre sœur, Mathilde, a disparu lors d'un tremblement de terre en 1869 et son corps n’a jamais été retrouvé. La loi prévoit une procédure de disparition dont le délai est de trente ans. Lucie ne pourra percevoir la part de Mathilde qu'en 1899. Après déduction de l’impôt sur les successions, des honoraires du notaire, des frais de recherches des deux sœurs, de l'emprunt à rembourser aux époux Courtois, il ne reste actuellement qu'une modeste somme de 2 535 francs (valeur 1891) à revenir aux Pasquier. Juste de quoi régler les dettes les plus criantes du couple et de déménager pour trouver un logement plus grand.

## Éditions
- Mercure de France, 1933.
- Arthème Fayard & Cie, août 1935 (avec 42 bois originaux de Claudel), Collection Le Livre de demain, 128 pages.
- Édition du Club France Loisirs, 1999  (ISBN 978-2-298-00285-0), pages 7 à 125[3].
- Éditions Omnibus, 1999  (ISBN 2-258-05143-6) et 2007  (ISBN 978-2-258-05143-0).

## Autour du roman
Le roman évoque les placements hasardeux effectués par Raymond Pasquier, qui a souscrit pour une forte somme des emprunts émis par la « société Incanda-Finska ». L'auteur a pu s'inspirer de deux scandales qui, dans les deux dernières décennies du 19e siècle, avaient causé la ruine de nombreux particuliers qui y avaient placé leurs économies : le scandale de l'Union générale (1882) et le scandale de Panama (1880-1897).
Dans son roman L'Argent paru en 1891, Émile Zola avait lui aussi longuement évoqué un krach boursier frauduleux ayant entraîné l'arrestation des dirigeants d'une banque et l'implication de personnalités politiques.
Le réalisateur Jean-Daniel Verhaeghe a fait une adaptation pour la télévision de la Chronique des Pasquier sur un scénario de Joëlle Goron, intitulée Le Clan Pasquier, diffusée en juin 2007 sur France 2.